# АФК (футбольный клуб)
Амстердамский футбольный клуб (нидерл. Amsterdamsche Football Club), сокращённо АФК — нидерландский любительский футбольный клуб из города Амстердам, провинция Северная Голландия. Основан 18 января 1895 года. Домашние матчи команда проводит на стадионе спорт-парка «Гуд Генуг». 
В сезоне 2024/25 клуб выступал во втором дивизионе Нидерландов и третьем любительском классе.

## История
Клуб был основан 18 января 1895 года группой друзей, которые играли в футбол в районе Виллемспарка в Амстердаме. Первым футбольным полем команды служила лужайка между прудами Вонделпарка рядом с улицей Оранье Нассаулан. Первым президентом клуба был Ян Хилкема, а в 1896 году его сменил Хейн Брасс, в октябре того же года были приняты клубные цвета — красный и чёрный. Спустя два года после основания АФК вступил в Амстердамский футбольный союз и стал выступать во Втором классе. В сезоне 1897/98 команда заняла последнее место в чемпионате, набрав только 3 очка в 12 матчах, из-за столь неудачного выступления на клубном заседании было выдвинуто предложение сменить название клуба, но после голосования это предложение было отвергнуто. В сезоне 1898/99 команда заняла предпоследнее 4-е место, но смогла одержать три победы в чемпионате. 
В 1900 году клуб вступил в Нидерландский футбольный союз и стал выступать во Втором классе — в дебютном сезоне команда заняла 4-место. В 1906 году АФК стал победителем Второго класса группы Б, но футбольный союз страны не позволил команде пройти в следующий класс. В том же году команда переехала на футбольное поле рядом с улицей Мидденвег в районе Ватерграфсмер. В 1909 году клуб занял первое место во Втором классе восточной группы Б, но в переходных матчах по сумме двух встреч АФК уступил «Аяксу» из Лейдена. Примерно в то же время на клубной форме появилась чёрная буква «V» на груди. В августе 1910 года команду возглавил английский тренер Фред Уорбертон.
С 1910 по 1915 год команда успешно выступала в чемпионате, четырежды заняв второе место и один раз третье. В сезоне 1916/17 клуб занял третье место в чемпионате, уступив только «Де Спартану» и «Аяксу». В стыковых матчах АФК занял второе место, но футбольный союз страны позволил команде выйти в Первый класс. В дебютном сезоне клуб успешно выступил в Первом классе, заняв первое место в восточной группе Б, а финальном турнире, определявшем чемпиона страны, АФК занял только 4-е место. В сезоне 1918/19 команда во второй раз подряд выиграла восточную группу Б, а в чемпионском турнире заняла третье место. 
В сезоне 1920/21 клуб финишировал на последнем месте в чемпионате и вылетел в Переходный класс. В это же время команде пришлось переехать на новое поле в районе Зёйделейке Ванделвег, но из-за отдалённости от города и труднодоступности арены АФК лишился многих игроков и болельщиков.

## Главные тренеры
- Фред Уорбертон (1910—1912)
- Уильям Рейнолдс (1912—1913)
- Хендрик Герардюс дю Пёйс (1913—1914)
- Ян ван де Панне (1913—1914)
- Эдвин Даттон (1917—1918)
- Джек Бертон (1922)
- Йозеф Ангермайр (1923—1924)
- Г. Бос (1924—1925)
- Ари Метс (1924—1925)
- Тринс (1926—1927)
- Джо Бруксмит (1928—1929)
- Джек Рейнолдс (1927—1928)
- Шарль Артс (1929—1930)
- Том Бромилоу (1930—1932)
- Питер Донахи (1932—1933)
- Ф. Мейер (1933—1934)
- Рихелман (1933—1934)
- Долф ван Кол (1934—1935)
- Шарль Люнген (1935—1936)
- Герритс (1936—1937)
- Хазевейер (1936—1937)
- Шарль Люнген (1937—1938)
- Джеймс Доннели (1938—1940)
- Джо Бруксмит (1940—1941)
- Карел Кауфман (1941—1942)
- Пит Хёйскен (1942—1944)
- Джеймс Доннели (1944—1945)
- Джо Бруксмит (1945—1946)
- Пит Хёйскен (1946—1947)
- Питер Дугалл (1946—1947)
- Кор Слёйк (1947—1949)
- Бут (1948—1949)
- Кор Стенман (1949—1951)
- Кор Слёйк (1951—1955)
- Вим Вал (1955—1956)
- Крис Гелюк (1956—1957)
- Дик Дисселкун (1956—1957)
- ван Дам (1957—1960)
- Ге ван Дейк (1960—1964)
- Ринус Михелс (1964—1965)
- Ге ван Дейк (1965—1970)
- Вим Хубен (1970)
- Ге ван Дейк (1970—1971)
- Пит Аудерланд (1971—1976)
- Ге ван Дейк (1976—1978)
- Франс Крамер (1978—1980)
- Доби Петерс (1980—1988)
- Ханс Влитман (1988)
- Пит ван де Мент (1988—1991)
- Хенни Схиппер (1991—1993)
- Пит ван де Мент (1993—1994)
- Хенни Коттманн (1994—1997)
- Карел Бауэнс (1997)
- Пит ван де Мент (1997—1998)
- Роб Бьянки (1998—2000)
- Пит ван де Мент (1999—2000)
- Дирк Спитс (2000)
- Тон дю Шатинье (2000—2003)
- Стэнли Мензо (2003—2005)
- Джон Кила (2005—2006)
- Пит ван де Мент (2006)
- Тон дю Шатинье (2006—2008)
- Кор тен Бос (2008—2013)
- Мартен Стекеленбюрг (2013)
- Виллем Лёсхёйс (2013—2016)
- Тон дю Шатинье (2016—2017)
- Андре Ветзел (2017—2018)
- Улрих Ландврёгд (2018—2022)
- Бенно Нихом (2022—2025)